# 诏安县图书馆
诏安县图书馆位于中華人民共和国福建省诏安县南诏镇县前街140号，为诏安县立图书馆。该馆成立于1989年，其前身为民国县立民众教育馆，1949年后改称文化馆，最初馆址设于文昌宫，1997年迁至现址（原诏安县政府办公大楼），为三层建筑，面积2335平方米，内设报纸阅览室、书刊阅览室、电子及政府信息公开查阅室、采编室、地方文献室、古籍室、外借部、读者工作部、书库等，现已在康华西路南侧，新文体中心内建设新馆。现开放时间为周三至周日8:00-18:00。